# 柳生博
柳生 博（やぎゅう ひろし、1937年〈昭和12年〉1月7日 - 2022年〈令和4年〉4月16日）は、日本の俳優、司会者、タレント、声優、団体役員。
茨城県稲敷郡舟島村（現在の阿見町）出身。茨城県立土浦第一高等学校卒業。東京商船大学（現在の東京海洋大学）中退。竹内事務所に所属していた。
作庭家（庭師）としても活動し、第5代日本野鳥の会会長・名誉会長を務め、コウノトリファンクラブ会長も務めた。身長175cm。血液型O型。

## 来歴・人物
柳生新陰流で知られる柳生宗厳（柳生氏）の末裔にあたる家系に誕生。
船員を目指し大学に入学したが、視力が悪く断念。その後体調を崩し中退。
その後、役者を志し、劇団俳優座の養成所へ入所。
穂積隆信と学園ドラマでの腰巾着コンビで人気を得る。
『いちばん星』で野口雨情を演じたことで全国的に知られる。
1981年9月28日から1993年10月1日までの12年間、『100万円クイズハンター』での司会を務め、「ハンターチャンス」の決め台詞でも有名になる。
『平成教育委員会』には解答者として出演し、『生きもの地球紀行』ではナレーションを長年担当していた。
洋画吹き替えではジェームズ・スチュアートなどを担当。
1976年より山梨県北巨摩郡大泉村（現在の北杜市大泉町）に居を構え、以後ここを生活拠点とした。
作庭活動は山梨への転居とともに始めたが、雑木林を中心とした作庭で、庭・家・林・駐車スペースなどのあり方に独自の視点を持っている。著書の中で囲炉裏を据えたり、枕木などを活用するなどの作庭技術を紹介している。
1997年、島根県立三瓶自然館（島根県大田市三瓶町多根。愛称：サヒメル）名誉館長に就任。
2004年4月17日、「日本野鳥の会」の第5代会長に就任し、2019年6月19日まで務め、同日より名誉会長に就任。また2004年12月12日に発足した「コウノトリファンクラブ」の初代会長も務めた。
2000年頃を境に拘束時間の長い俳優活動を減らし、全国各地での講演会やバラエティー番組等へのピンポイント出演が中心だったが、2019年に『やすらぎの刻〜道』で20年ぶりに連続ドラマへ出演（「ドラマ出演はこれが最後」としていた）。その後は新型コロナウイルスワクチンの接種を受けるために上京した以外は、山梨で余生を過ごした。
2022年4月16日（土曜日）午前9時40分、老衰のため、山梨県北杜市の自宅で死去。満85歳没（享年86）。取材に応じた次男によれば、同年2月中旬以降、体調を崩した後は在宅療養しており、亡くなる2日前まで赤ワインを嗜み、家族に見守られながら穏やかな最期を迎えたとのことである。

### 八ヶ岳倶楽部

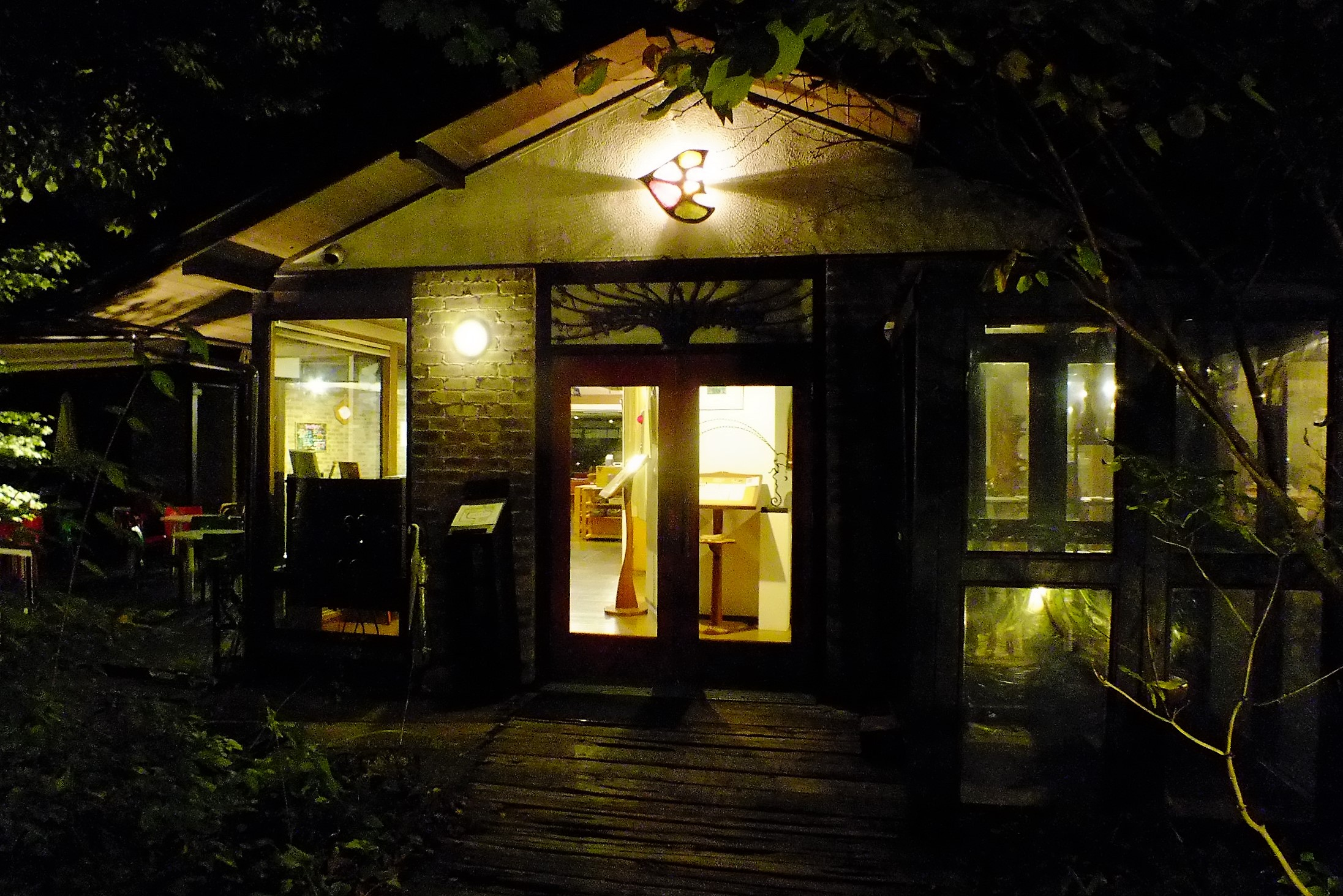
八ヶ岳倶楽部

1989年、大泉村西井出・西沢の森に、パブリックスペースとして、ギャラリー・レストラン「八ヶ岳倶楽部」を開設した。八ヶ岳倶楽部では、陶芸家を初めとしたアーティストの作品の展示販売が常時行われている。
柳生は近隣の手入れの不十分な人工林からもらい受けた各種の樹木を自宅や八ヶ岳倶楽部敷地に植林し、再生している。その数は柳生によればあわせて一万本以上になる。
建物、雑木林、囲炉裏、枕木を利用した散策路などの設計、作庭は、柳生博及び真吾ら家族の手によるものである。柳生自身も、時間があるときには八ヶ岳倶楽部のレストランによく顔を出し、談笑する姿が見られた。
この八ヶ岳倶楽部のある西沢には柳生が中学生の頃一人旅で探訪している。この一人旅は、柳生家のしきたりである「男子は13歳になったら一人旅をさせる」というものに基づいたものという。このときの経験が、のち西沢に居を構え、八ヶ岳倶楽部を設ける原体験となった語っている。
2022年7月30日、同年4月16日に亡くなった柳生博のお別れの会・セレモニーが行われた。

## 出演作品（俳優）

### テレビドラマ
- 特別機動捜査隊（NET / 東映）
  - 第1話「最後の犯人（ホシ）を追え」（1961年）
  - 第601話「悪魔のような女」（1973年）- 藤倉邦彦
  - 第706話「魅せられた賭け」（1975年）- 堀田
- おかあさん 第173話「さらばルイジアナ」（1963年、TBS）
- ザ・ガードマン（TBS / 大映テレビ室）
  - 第88話「赤い標的」（1966年）
  - 第125話「屍にそそぐ涙はない」（1967年）
- 剣（日本テレビ / C.A.L）
  - 第10話「鷺と鳥」（1967年）
  - 第44話「巷談森の石松」（1968年）
- コメットさん（1967年 - 1968年 TBS / 国際放映） - 武の担任教師
- フジ三太郎 第28話 「あゝOL無用論」  (1968年 - 1969年 TBS / 国際放映)
- お庭番（日本テレビ / C.A.L）
  - 第9話 - 第12話「白い宝」（1968年）
  - 第25話 - 第26話「一か八か前編、後編」（1968年）
- 大河ドラマ（NHK総合）
  - 竜馬がゆく（1968年） - 岡内俊太郎
  - 勝海舟（1974年） - 佐々倉桐太郎
  - 風と雲と虹と（1976年） - 大志坂上
  - 草燃える（1979年） - 大蔵卿泰経
  - 山河燃ゆ（1984年） - 白浜
  - いのち（1986年） - 大場甚一郎
  - 翔ぶが如く（1990年） - 近衛忠煕
  - 炎立つ（1993年） - 西行
  - 八代将軍吉宗（1995年） - 吉良上野介
- 用心棒シリーズ 俺は用心棒（1969年、NET / 東映）
  - 第8話「宿場からは遠く」 - 木村周作
  - 第19話「消えた銃声」
- 天を斬る 第6話「桐の梢に」（1969年、NET / 東映） - 望月市太郎
- 右門捕物帖 第2話「死神が招く」（1969年、日本テレビ / 東宝）
- 鞍馬天狗　(1969年 -  1970年、NHK総合) 小野宗房
- めし　(1970年、NHK総合)
- 鬼平犯科帳（NET / 東宝）
  - 第1シリーズ 第39話「猿（ましら）の銀次郎」（1970年） - 秀次郎
  - 第2シリーズ 第13話「雨乞い庄右衛門」（1971年） - 破目の伊太郎
- ポーラテレビ小説（TBS）
  - オランダおいね（1970年） - 清吉
  - 絹の家（1976年） - 田中
- 木下恵介・人間の歌シリーズ「俄－浪花遊侠伝」第1話（1970年、TBS） - 若旦那
- 遠山の金さん捕物帳（NET / 東映）
  - 第6話「踊らされた男」（1970年） - 伝吉
  - 第22話「悪い目に賭けた女」（1970年） - 松太郎
  - 第41話「それを見た女」（1971年） - 仙吉
  - 第95話「二人の亭主をもつ女」（1972年） - 伊之吉
  - 第164話「冥土へ行かなかった男」（1973年）
- 美しきチャレンジャー（1971年、TBS）
- 銭形平次（フジテレビ / 東映）
  - 第288話「明暗一筋切」（1971年） - 島造
  - 第381話「天女を女房にした男」（1973年） - 幸次郎
- 軍兵衛目安箱（1971年、NET / 東映） - 大久保伊賀守
- 人形佐七捕物帳 第15話「血染めの似顔絵」（1971年、NET / 東宝） - 粂蔵
- 火曜日の女シリーズ / 喪服の訪問者（1971年、日本テレビ / 国際放映）
- 飛び出せ!青春（1972年 - 1973年、日本テレビ / 東宝） - 塚本先生
- 太陽にほえろ!（日本テレビ / 東宝）
  - 第33話「刑事の指に小鳥が…」（1973年） - 谷口浩三
  - 第47話「俺の拳銃を返せ!」（1973年） - 井口武夫
  - 第62話「プロフェッショナル」（1973年） - 尾崎
  - 第124話「仰げば尊し」（1974年） - 長戸
  - 第174話「星の神話」（1975年） - 鶴田
  - 第208話「ひとり立ち」（1976年） - 大崎
  - 第243話「その血を返せ」（1977年） - 立花
  - 第353話「ラスト・チャンス」（1979年） - 菊池三郎
- 非情のライセンス（NET→テレビ朝日 / 東映）
  - 第1シリーズ 第19話「兇悪の夢」（1973年） - 島村
  - 第2シリーズ（1976年）
    - 第70話「兇悪の秘め事」 - 福地原修一
    - 第92話「兇悪の孤独」 - 垣沼利夫

  - 第3シリーズ（1980年） - 山路刑事（警視庁特捜部）
- 剣客商売 第6話「まゆ墨の金ちゃん」（1973年、フジテレビ / 東宝 / 俳優座） - 内山又平太
- 助け人走る 第9話「悲願大勝負」（1973年、朝日放送 / 松竹） - 烏丸卿
- 素浪人 天下太平 第17話「晴れた金の鈴鳴らそ」（1973年、NET / 東映） - 吉次
- 必殺シリーズ（朝日放送 / 松竹）
  - 必殺仕置人 第8話「力をかわす露の草」（1973年） - 内藤安房守
  - 助け人走る 第9話「悲願大勝負」（1973年） - 烏丸卿
  - 暗闇仕留人 第22話「怖れて候」（1974年） - 儀助
- 走れ!ケー100 第16話「サン、ニイ、イチ、大階段を登れ!」（1973年、TBS / C.A.L） - 編集長
- 狼・無頼控 第10話「吼えろ! 大砲」（1973年、毎日放送 /映像京都、大映テレビ）
- 風の中のあいつ（1973年 - 1974年、TBS）
- 江戸を斬る 梓右近隠密帳（1973年、TBS / C.A.L）
  - 第4話「忠弥 槍の別れ」 - 大河原左源太
  - 第10話「辻斬り将軍」 - 川瀬平八郎
- 伝七捕物帳 第20話「死を呼ぶ邪剣」（1974年、日本テレビ / ユニオン映画）
- ご存知遠山の金さん 第26話「天狗の盗んだ赤ん坊」（1974年、NET / 東映）
- われら青春!（1974年、日本テレビ / 東宝） - 塚本信二先生
- 白い牙 第18話「事件屋仕掛人」（1974年、日本テレビ / 大映テレビ） - 流田治雄
- 大岡越前 第4部 第2話「仕掛けられた罠」（1974年、TBS / C.A.L） - 猪之吉
- 運命峠 第6話「みだれ雲愛と剣」（1974年、関西テレビ / 東映） - 仙次
- 銀河テレビ小説（NHK総合）
  - ドラマでつづる昭和シリーズ2 青春（1975年） - 高須
  - しあわせ志願（1988年） - 林田耕一郎
- ふりむくな鶴吉 第16話「寒椿」（1975年、NHK総合） - 新九郎
- 日本沈没 第14話「明日の愛」（1975年、TBS / 東宝）
- ご存じ金さん捕物帳 第23話「大火に消えた女盗賊」（1975年、NET / 東映） - 善助
- 俺たちの勲章（1975年、日本テレビ / 東宝） - 宮本室長（コンピューター室）
- 剣と風と子守唄 第4話「無情の影」（1975年、日本テレビ / 三船プロ） - 多田左門
- 破れ傘刀舟悪人狩り 第41話「殺しの報酬」（1975年、NET / 三船プロ） - 近藤佐平次
- 放浪家族（1975年、毎日放送） - 三崎浩太郎
- 夜明けの刑事 第53話「星空に宝石が消えた!!」（1975年、TBS / 大映テレビ） - 岩田宝石店社長
- 大都会 闘いの日々（1976年、日本テレビ / 石原プロ） - 木内キャップ（タイムス社）
- 江戸の旋風II 第6話「父ちゃんの土産」（1976年、フジテレビ）
- 前略おふくろ様 第1シリーズ 第24話（1976年、日本テレビ / 渡辺企画） - 五十嵐
- いろはの"い"（1976年 - 1977年、日本テレビ / 東宝） - 清水課長（城西署広報課）
- 水戸黄門 （TBS / C.A.L）
  - 第2部 第33話「お犬さま罷り通る -江戸-」（1971年5月10日） - 徳川綱條
  - 第4部（1973年）
    - 第8話「忍び狩り -米沢-」 - 米沢藩主・上杉綱憲
    - 第22話「激流に実る恋 -北上川-」 -泉藩主・内藤政親

  - 第7部 第16話「突っ走れ!! 韋駄天野郎 -鶴岡-」（1976年9月6日） - 酒井石見守
- 円盤戦争バンキッド（1976年 - 1977年、日本テレビ / 東宝） - 宇崎博彦
- 俺たちの朝（1976年 - 1977年、日本テレビ / 東宝） - 柳田
- 赤い衝撃 第8話「誰もとめられぬ僕たちの家出」（1976年、TBS / 大映テレビ）
- 気まぐれ天使 第21話「破れかぶれで30だァ!!」（1977年、日本テレビ / ユニオン映画） - 経理担当重役
- 怪人二十面相 第18話「行かないで! 私の足長おじさん」（1977年、フジテレビ / 大映テレビ）
- 連続テレビ小説（NHK総合)
  - いちばん星（1977年） - 野口雨情
  - ノンちゃんの夢（1988年）
- Gメン'75（1977年、TBS / 東映）
  - 第95話「殺人完了電話」 - 編集長
  - 第102話「思春期病棟」 - 神原
- 特捜最前線 第27話「跳弾 その愛のゆくえ」（1977年、テレビ朝日 / 東映）
- 破れ奉行「紀州藩を砲撃せよ」（1977年、テレビ朝日 / 中村プロダクション） - 紀伊大納言
- 土曜ワイド劇場（テレビ朝日）
  - 松本清張のガラスの城（1977年）
  - 松本清張の声 ダイヤルは死の囁き（1978年） - 刑事
  - 松本清張の顔 死の断崖（1978年）
  - 江戸川乱歩の美女シリーズ 第8作「悪魔のような美女 江戸川乱歩の黒蜥蜴」（1979年） - 岩瀬庄兵衛
  - 三毛猫ホームズシリーズ 第1作「三毛猫ホームズの推理」（1979年） - 三田村繁
  - スキャンダル殺人事件 破滅が忍びこむ（1981年）
  - 松本清張の熱い空気（家政婦は見た! 第1作）（1983年） - 稲村達也
  - 松本清張の証言 私の愛人－29才（1984年） - 石野貞一郎
  - 京都殺人案内 第17作「美人画商の黒いワナ」（1991年） - 景山春岳
- その町を消せ!（1978年、NHK総合） - 森田良吉
- がんばれ! レッドビッキーズ（1978年、テレビ朝日 / 東映） - 江咲幸一郎
- 青春ド真中!（1978年、日本テレビ / ユニオン映画） - 竹下格
- 横溝正史シリーズII / 仮面舞踏会（1978年、毎日放送 / 東宝） - 古田マネージャー
- 駆け込みビル7号室 第7話「パリ－東京! 秘められた青春をさがせ」（1979年、フジテレビ / 三船プロ） - 堀田
- あさひが丘の大統領 第5話「オレはおまえの親父じゃない!」（1979年、日本テレビ / ユニオン映画）
- やる気満々（1979年、TBS） - 井ノ口順造
- なさけ坂旅館（1980年、朝日放送） - 藤木豊
- 天皇の料理番（1980年 - 1981年、TBS） - 桐塚
- 火曜サスペンス劇場（日本テレビ）
  - 球形の荒野（1981年） - 筒井
  - たった独りのあなたのために（1985年）
  - 妻たちのマネーゲーム（1987年）
  - 真夜中に微笑む女（1990年） - 加藤三郎署長
- 田中丸家御一同様（1982年、日本テレビ） - 古川圭太
- 陽あたり良好!（1982年、日本テレビ）
- エプロンおばさん（1983年、フジテレビ）
- 誇りの報酬（1985年 - 1986年、日本テレビ / 東宝） - 田沼章警視（警視庁捜査第一課長）
- 幸福の黒いしっぽ（1989年、テレビ朝日）
- マドンナは春風にのって（1990年、NHK総合）
- さすらい刑事旅情編III 第8話「花嫁の父・狙われた婚約者」（1990年、テレビ朝日 / 東映）
- 花王ファミリースペシャル・裸の大将放浪記（1994年、関西テレビ）
- とっても母娘（1995年、TBS） - 森山秀夫
- 竜馬におまかせ! 第9話（1996年、日本テレビ） - 大野弁吉
- 田舎で暮らそうよ（1999年、テレビ東京） - 町田英輔
- 負け組キックオフ（2002年、テレビ朝日）
- やすらぎの刻〜道（2019年、テレビ朝日） - 荒木勇（晩年） 役

### 映画
- 海底の挑戦者 （1960年、東映）
- あれが港の灯だ （1961年、東映） - 船員宮崎通信士
- 無頼漢仁義 （1965年、東映）
- 関東果し状 （1965年、東映）
- 日本侠客伝 血斗神田祭り （1966年、東映）
- 太陽に突っ走れ （1966年、東映） - 大山
- 日本一のマジメ人間 （1966年、松竹）
- 飛び出せ!青春 （1973年、東宝）
- きらめきの季節 （1980年、松竹） - 前島豊彦
- 翔んだカップル（1980年、東宝）
- 海よお前が－帆船日本丸の青春－ （1981年、レオ・エンタープライズ）
- 19 ナインティーン （1987年、東宝）
- パッセンジャー 過ぎ去りし日々 （1987年、松竹）
- ゴキブリたちの黄昏 （1987年、キティ・フィルム）
- 冬物語 （1989年、東宝） - 倉橋達夫
- 善人の条件 （1989年、松竹） - 進藤保
- ミンボーの女 （1992年、東宝）
- 静かな生活 （1995年、東宝）

### ラジオ
- 柳生博の楽しさ発見（TBSラジオ）

### CM
- ニコン メガネフレーム「ウルトラビューワイド」（1980年）
- 山梨県（1990年）
- シャープ
- ハウス食品 「デリッシュカレー」、「特選わさび」
- 小林製薬 「ハッキリグリーン」
- パンアメリカン航空
- 東京海上火災
- 興和「キューピーコーワゴールド」
- 公共広告機構（現在のACジャパン）（同法人の企画協力会員でもある）

### テレビ番組
- すばらしい味の世界（1977年 - 1992年、テレビ東京） - 案内人
- 100万円クイズハンター（1981年 - 1993年、テレビ朝日） - 司会
- 日曜お笑い劇場（1981年、日本テレビ） - お父さん役
- DOサタデー（1982年 - 1984年、関西テレビ） - 司会
- クイズ面白ゼミナール（NHK総合） - セミレギュラー解答者。2013年7月20日放送の復活版も出演。
- 平成教育委員会（フジテレビ） - レギュラー解答者
- とんねるずのみなさんのおかげです（フジテレビ） - おかげです定時制高校野球部・校長役
- タモリのSuperボキャブラ天国（フジテレビ） - 1枠パネラー・大島渚の代役。VTR出演「矢切の渡し」→「柳生の渡し」、「座右の銘」→「柳生のメエー」（柳生本人が羊の鳴き声の真似をする）
- レディス4（2007年6月28日、テレビ東京） ※夫婦で出演。「八ヶ岳倶楽部」での活動や、自らの園芸術を披露。
- 生活ほっとモーニング おもしろ検定!ご当地ツウ　〜大分・茨城〜（2007年12月26日、NHK総合）
- わたしが子どもだったころ（2009年12月、NHK BShi）
- ダーウィンが来た! 〜生きもの新伝説〜（2010年8月22日、NHK総合）
- 連続クイズ ホールドオン!（2011年8月20日、NHK総合） - ゲスト解答者
- 爆報! THE フライデー（TBS） - 定期レギュラー

## 出演作品（声優）

### 劇場アニメ
- 白いファンタジア （2007年） - 老人

### 吹き替え

#### 俳優
- ジェームズ・スチュアート
  - 赤い殺人鬼/カリフォルニア殺人事件（ビリー・ジム・ホーキンス）
  - グレン・ミラー物語（グレン・ミラー）※フジテレビ版
  - 殺人心理学
  - 死刑台への賭け/暴かれた麻薬殺人
  - 探偵ホーキンズ（ビリー・ジム・ホーキンス）
  - ハリウッド殺人事件
  - 復讐のタッチダウン
  - 若妻の陰謀

#### 洋画
- ある結婚の風景（ヨハン）
- 仔鹿物語（ペニー・バクスター〈グレゴリー・ペック〉）※NHK版
- 巴里祭（ジャン〈ジョルジュ・リゴー〉）
- 複数犯罪（ダン・フレイザー）
- ビートルズのすべて（ジョージ・マーティン）
- ミスター・ノーボディ（ジャック・ボーレガード〈ヘンリー・フォンダ〉）※フジテレビ版
- ミッドウェイ（チェスター・ミニッツ〈ヘンリー・フォンダ〉）※TBS版
- 野生のエルザ（ジョージ・アダムソン〈ビル・トラバーズ〉）※NET版
- 遊星からの物体X（ギャリー〈ドナルド・モファット〉）

#### 海外ドラマ
- 悪魔の手ざわり（1982年、日本テレビ） - ホスト〈アンソニー・クエイル〉
- 刑事コジャック（1975年 - 1979年、TBS） - フランク・マクニール警部
- 刑事コロンボ 歌声の消えた海（1976年、NHK総合） - ギボンズ船長〈パトリック・マクニー〉

### ナレーション

#### テレビ
- 新ビーグル号探検記（1991年、毎日放送）
- 生きもの地球紀行（1992年 - 2000年、NHK総合）
- たけし・さんま世紀末特別番組!! 世界超偉人伝説 （1992年 - 1998年、日本テレビ）
- 徳川武芸帳 柳生三代の剣（1993年、テレビ東京）※12時間超ワイドドラマ
- 父子鷹（1994年、松竹 / 日本テレビ）
- BS日曜ドラマ 「藏」（1995年、NHK BS2）[15]
- ハイビジョンスペシャル 「沖縄 生命息づく不思議の森 〜やんばる・西表島〜」（2001年、NHK BS2・BShi） [16]
- NNNドキュメント'13「ふたりの桃源郷〜最終章〜」（山口放送制作、日本テレビ系列、2013年6月16日）

#### CM
- ハウス食品 「六甲のおいしい水」
- コムスン

## 著書

### 単著
- 『素朴がいい 柳生流生き方・育て方』サンマーク出版、1983年。ISBN 978-4763189189。
- 『森のやすらぎ ぼくの心身リフレッシュ法』光文社、1984年。ISBN 978-4334004170。
- 『森と暮らす、森に学ぶ 八ケ岳倶楽部』講談社、1994年。ISBN 978-4062067225。
- 『柳生博 鳥と語る』ぺんぎん書房、2005年。ISBN 978-4901978651。
- 『花鳥風月の里山 柳生博の庭園作法』講談社、2005年。ISBN 978-4061795648。
- 『それからの森　八ケ岳倶楽部 2』講談社、2009年。ISBN 978-4062156141。
- 『森に暮らし、鳥になった人。』東京ニュース通信社、2022年。ISBN 978-4065292440。

### 共著
- 柳生真吾、田辺正則共著『これがわれらのコンテナーガーデン 世界でもっとも新しい寄せ植え』辰巳出版、1998年。ISBN 978-4886413130。
- 和暦倶楽部共著『和暦で暮らそう』小学館、2008年。ISBN 978-4093877732。
- 中島宏枝作、長野美穂画『じいじの森』清流出版、2012年。ISBN 978-4860293949。
- 加藤登紀子共著『自然を生きる、自分を生きる』河出書房新社、2019年。ISBN 978-4309027777。
- 高柳明音共著『八ケ岳の野鳥に逢いにきました。』東京ニュース通信社、2021年。ISBN 978-4065212295。